# L'Eternauta (serie televisiva)
L'Eternauta (El Eternauta) è una serie televisiva argentina creata e diretta da Bruno Stagnaro, basata sull'omonimo fumetto di Héctor Germán Oesterheld e Francisco Solano López. Prodotta da Netflix e K&S Films, la serie è incentrata su un gruppo di sopravvissuti a una nevicata mortale alimentata da un'invasione aliena.
Il progetto, concepito dallo stesso Stagnaro per perpetuare la memoria di Oesterheld, scomparso nel 1978, pur nel necessario adattamento si prefigge di mantenere l'impatto emotivo originale che ha assurto il fumetto a classico del genere post apocalittico.
La serie, tra le dieci maggiormente viste sulla piattaforma streaming già qualche giorno dopo il lancio, secondo quanto annunciato da Francisco "Paco" Ramos, responsabile della programmazione latinoamericana di Netflix, è stata rinnovata per una seconda stagione di ulteriori otto episodi.

## Trama
La serie racconta la storia di un'invasione aliena della Terra, che utilizza una tormenta di neve tossica per annientare la maggior parte della popolazione. 
La storia si svolge a Buenos Aires dove, da quando esistono dati meteorologici registrati, è nevicato solo tre volte nella storia. 
I pochi sopravvissuti non sono consapevoli di quale evento li abbia colpiti, se una guerra nucleare o un incidente chimico o qualcosa di ancor più misterioso. 
Nella città lentamente si genera una resistenza all'invasione, capeggiata da Juan Salvo (che è anche un veterano della guerra delle Malvinas) e dal suo amico di infanzia Alfredo Favalli. Ad essi si uniscono altri personaggi distinti che apportano il loro valore umano alla sopravvivenza collettiva.

## Personaggi e interpreti

### Principali
- Juan Salvo interpretato da Ricardo Darín un uomo comune avvolto in una situazione straordinaria, determinato a scoprire il mistero della letale nevicata che ha colpito Buenos Aires. Nella nevicata scompare la figlia Clara, sulle cui tracce si lancia in una missione che appare da subito disperata.[4]
- Elena, interpretata da Carla Peterson, ex moglie di Salvo, anch'ella alla ricerca della figlia caratterizzata dalla determinazione delle donne argentine.[5]
- Omar interpretato da Ariel Staltari, cognato di Ruso Polsky, tornato in Argentina dopo vent'anni di assenza. È questo un personaggio originale creato appositamente per la serie, che Staltari stesso ha descritto come "l'occhio del pubblico, che in qualche modo mette in discussione il legame tra gli amici".[4]
- Alfredo "Tano" Favalli, interpretato da César Troncoso, il migliore amico di Juan Salvo dal carattere duro, e proprietario della casa dove i quattro amici si ritrovano a giocare a Trucco.[4] Sarà tra i primi che si avventurano all'esterno.
- Ana, interpretata da Andrea Pietra, secondo personaggio non presente nell'originale fumetto. Moglie di Favalli ha con lui un rapporto molto empatico[4], l'unica che riesce a placare l'irruenza del marito e a riportarlo alla razionalità.
- Lucas Herbert, interpretato da Marcelo Subiotto, uno degli amici che giocano a carte.[4]
- Ruso Polsky, interpretato da Claudio Martínez, l'altro membro della tavola dei quattro. È lui che porta con se il cognato Omar.[4]

## Accoglienza
Sul sito web aggregatore di recensioni cinematografiche Rotten Tomatoes, la serie ha un indice di gradimento del 94% sulla base di sedici recensioni. Un altro sito aggregatore, Metacritic, ha valutato l'accoglienza della critica come "generalmente favorevole", sulla base di una media ponderata di 72 punti su 100, calcolata su  quattro recensioni.
In Italia la serie televisiva ha ricevuto critiche contrastanti.
Marianna Ciarlante sul quotidiano online Today ha definito l'opera un gigantesco flop, una serie che "non funziona sotto nessun aspetto, né strutturale né emotivo" ritenendo che la visione dei sei episodi che compongono la prima stagione risulti "pesantissima, apatica e totalmente confusionaria". A parere della giornalista la costruzione dei personaggi è elementare e superficiale, impedendo agli stessi di emergere con le loro caratteristiche facendosi così conoscere ed apprezzare dal pubblico, creando una connessione emotiva con lo spettatore.
La responsabilità sarebbe equamente divisa tra "una scrittura elementare e incredibilmente confusionaria" e una regia debole che "segue un copione poco chiaro, per nulla lineare".
Per il giornalista Brian Arnoldi, che l'ha recensita su everyeye, la serie televisiva includendo nuovi personaggi non presenti nel fumetto da cui prende spunto, modifica gli equilibri narrativi e diluisce eccessivamente la narrazione andando ad alterare la perfetta miscela tra azione, dramma e thriller che ha contribuito a rendere il fumetto degli anni Cinquanta un capolavoro di fantascienza. Ciò nonostante la riduzione di Netflix si sarebbe dimostrata un adattamento capace di mantenere intatti alcuni punti fermi del fumetto, modificando, rivedendo, trasformando e modernizzando tutto il resto. Riuscendo quindi "nell'arduo compito di mantenere inalterate le atmosfere dell'originale".